# Mendoza canestrinii
Mendoza canestrinii là một loài nhện trong họ Salticidae.
Loài này thuộc chi Mendoza. Mendoza canestrinii được Ninni miêu tả năm 1868.